# 二戸市立石切所小学校
二戸市立石切所小学校（にのへしりついしきりどころしょうがっこう）は、岩手県二戸市石切所にある公立小学校。

## 概要
1877年に当時の二戸郡石切所村全域を学区として開校した。その後、本校所在地の移転や、分教場の設置・統合、穴牛地区の福岡小学校学区への編入、かつて似鳥小学校（のち御返地小学校に統合）の学区だった合川地区の編入などを経て現在に至る。
クラブ活動としてマーチングバンドの活動が積極的に行われており、市内各地の夏祭りや秋祭りには、その地区の通りを演奏しながら行進する児童の姿が見られる。東北大会にも幾度と出場しており、2009年には大阪城ホールにて行われた第28回全日本小学校バンドフェスティバル全国大会で金賞受賞を果たすなど、実力的にも高く評価されている。
また、石切所ファルコンズと大村ストーンボーイズの2つの野球スポーツ少年団が同校学区内にあり、その活動は盛んである。
2011年には保健活動での文部科学大臣賞を受賞。後(2011年)に、児童の歯磨きに対しての意識向上と、虫歯予防をねらいとした「シャカブクタイム」をはじめるなど、保健活動に対して熱心な学校。
2013年現在、岩手県立盛岡みたけ支援学校二戸分教室の小学部が併設されている。

## 沿革
- 1877年（明治10年） - 本校創立 長福寺にて開校
- 1884年（明治17年） - 村松分教室開設
- 1887年（明治20年） - 石切所簡易小学校と改称
- 1890年（明治23年） - 村松分教場設置
- 1911年（明治44年） - 上里分教場設置
- 1921年（大正10年） - 高等科設置
- 1942年（昭和16年） - 石切所国民学校と改称
- 1948年（昭和22年） - 石切所小学校と改称
- 1952年（昭和26年） - 平屋校舎200余り坪焼失
- 1953年（昭和27年） - 石切所田尻平5番地に新校舎新築
- 1960年（昭和35年） - 村松、上里分校廃止本校に統合
- 1961年（昭和36年） - 田尻平5番地に2階建て校舎増築
- 1966年（昭和41年） - 特殊学級設置
- 1969年（昭和44年） - 屋内運動場新築落成式（鉄筋作り497m2）
- 1971年（昭和46年） - 学校プール新築落成
- 1972年（昭和47年） - 言語障害児矯正指導特別学級設置
- 1974年（昭和49年）
  - 全国健康優良校として表彰
  - 岩手県健康優良学校賞受賞（大規模校の部）
- 1975年（昭和50年）
  - 全国健康優良校として表彰（2年連続）
  - 岩手県健康優良学校賞受賞（大規模校の部2年連続）
  - 全日本よい歯の学校賞受賞
- 1976年（昭和51年）
  - 全国健康優良校として表彰（3年連続）
  - 岩手県健康優良学校賞受賞（大規模校の部3年連続）
  - 難聴児指導特別学級設置・指導開始
- 1977年（昭和52年）
  - 全国健康優良校として表彰（4年連続）
- 1978年（昭和53年）
  - 岩手県健康優良学校賞受賞（大規模校の部4年連続）
  - 岩手県健康優良学校賞受賞（大規模校の部5年連続）
- 1979年（昭和54年）
  - 岩手県健康優良学校賞受賞（大規模校の部6年連続）
  - 石切所小学校マーチングバンド結成
- 1980年（昭和55年）
  - 岩手県健康優良学校賞受賞（大規模校の部7年連続）
  - 全国学校図書館協議会より図書指導学校賞を受賞
- 1981年（昭和56年） - 岩手県健康優良学校賞受賞（大規模校の部8年連続）
- 1982年（昭和57年） - 岩手県健康優良学校賞受賞（大規模校の部9年連続）
- 1983年（昭和58年）
  - 岩手県健康優良学校賞受賞（大規模校の部10年連続）
  - 鉄筋コンクリート3階建新校舎（北校舎）（普通科教室9・音楽室1・図工室1）
- 1984年（昭和59年）
  - 岩手県健康優良学校賞受賞（大規模校の部11年連続）
  - 鉄筋コンクリート3階建新校舎（南校舎）（普通科教室4・家庭科室・理科室・放送室・管理室）
- 1985年（昭和60年）
  - 岩手県教育委員会よりPTAが表彰
  - 岩手県学校歯科保健最優秀賞校受賞
  - 朝日新聞社主催、岩手県代表健康優良校（大規模校の部）として受賞
- 1986年（昭和61年）
  - 岩手県健康最優秀校（大規模校の部）に選ばれ受賞
  - PTA活動が認められ文部大臣より受賞
- 1987年（昭和62年）
  - 鉄筋コンクリート3階建南校舎完成
  - 教育相談室・保健室・会議室・きこえ ことば1.2.3・訓練室・研究室・精薄学級・視聴覚室・図書室・普通教室1 増設
- 1988年（昭和63年）
  - 岩手県学校安全優良校として表彰
  - 岩手県健康優良校受賞
  - 第15回マーチングバンド・バトントワリングフェスティバル全国大会に出場 MB10周年
  - 第29回岩手県理科教育研究大会二戸大会研究成果公開
- 1989年（平成元年）
  - 岩手県健康優良校受賞
  - 岩手県よい歯のコンクール優良校受賞
  - 小鳥飼育小屋並びに理科観察池完成
  - 理科研究成果公開（二戸地区教育推進協議会指定）
- 1990年（平成2年）
  - マーチングバンド国際交流音楽会と東北大会に出場
  - 校庭フェンス工事完成
- 1991年（平成3年）
  - 岩手県学校環境衛生最優秀校表彰
  - 岩手県健康優良学校受賞
  - 岩手県よい歯の学校賞受賞
  - 二宮金次郎像除幕式
  - PTA親子ふれあい行事として さつき300本植樹
  - 台風19号により校地周辺の樹木被害
- 1992年（平成4年）
  - きこえ教室15周年・ことばの教室20周年記念式典
  - 岩手県よい歯の学校賞受賞
- 1993年（平成5年） - 児童会歌、作詞、作曲、制定
- 1994年（平成6年）
  - 岩手県よい歯の学校賞受賞
  - 青少年赤十字活動で銀賞受賞
- 1995年（平成7年）
  - 二戸市よい歯のコンクール最優秀賞受賞
  - 算数科・特別活動研究成果公開
- 1996年（平成8年）
  - 体育館の床張替え
  - 岩手県小学校特別活動研究大会会場
- 1997年（平成9年）
  - 岩手県健康推進学校優秀校
  - 岩手県よい歯の学校表彰優良校
  - 二戸市よい歯の学校表彰優秀校
  - 北校舎教室蛍光灯増設
  - 体育館亜鉛屋根全面張替え
  - 記念講演会・記念バザー（11月15日実施）
  - 第26回マーチングバンド東北大会出場（仙台市）
- 1998年（平成10年）
  - 岩手県よい歯の学校表彰優良賞
  - 第25回二戸市内小中学校よい歯の学校最優秀賞
  - アンサンブルコンテスト第18回岩手県大会 銀賞
  - マーチングバンド東北大会出場（天童市）
  - 自然愛護少年団20周年記念表彰
- 1999年（平成11年）
  - 岩手県学校歯科保健最優秀校
  - 岩手県よい歯の学校優秀校
  - マーチングバンド開設20周年記念式典 祝賀会開催（20周年記念誌発刊）
  - 学校プール全面改修工事完了
  - 岩手県音楽教育研究大会二戸大会小学校会場
  - マーチングバンド東北大会出場（黒石市）
- 2000年（平成12年）
  - 体育館照明燈新設工事完了
  - 石切所児童クラブ室新築工事完了
  - 岩手県PTA連合会団体表彰
  - マーチングバンド岩手県大会グットサウンド賞（2年連続）
  - マーチングバンド東北大会4年連続出場
- 2001年（平成13年）
  - 岩手県学校歯科保健優秀賞
  - マーチングバンド岩手県大会グットサウンド賞（3年連続）
  - マーチングバンド東北大会5年連続出場
  - マーチングバンド二戸市制30周年功績表彰
  - マーチングバンド「小さな親切」実行賞受賞
  - 岩手県小中学校新聞コンクール優良賞
- 2002年（平成14年）
  - 岩手県歯科保健表彰優秀校
  - 岩手県学校歯科保健優良校表彰 優秀校
  - 二戸市すこやか学校受賞
  - 岩手県書写書道作品コンクール学校賞受賞
  - 体育館ギャラリーネット取り付け
  - マーチングバンド岩手県大会グットサウンド賞（4年連続）
  - マーチングバンド東北大会出場（6年連続）
  - 岩手県吹奏連盟表彰 団体の部受賞
  - 岩手県国語教育研究大会小学校会場（全学年授業公開）
- 2003年（平成15年）
  - 岩手県学校歯科保健優良校表彰 優秀校受賞
  - 二戸市よい歯の学校表彰 最優秀校受賞
  - アンサンブルコンテスト岩手県大会 金賞受賞
  - 岩手県地域貢献特別事業「コンピューター講座」実施
  - 岩手県書写書道作品コンクール学校賞 受賞
  - マーチングバンド岩手県大会グットサウンド賞（5年連続）
  - マーチングバンド東北大会出場（7年連続）
- 2004年（平成16年）
  - 岩手県学校歯科保健優良校表彰 優秀校受賞
  - 二戸市よい歯の学校表彰 最優秀校受賞
  - きこえ教室25周年・ことばの教室30周年記念式典
  - マーチングバンド岩手県大会グットサウンド賞（6年連続）
  - マーチングバンド東北大会出場（8年連続）
- 2005年（平成17年）
  - 岩手県学校歯科保健優良校表彰 優秀校受賞
  - 二戸市よい歯の学校表彰 最優秀校受賞
  - 岩手県書写書道作品コンクール学校賞受賞
  - マーチングバンド岩手県大会グットサウンド賞（7年連続）
  - マーチングバンド東北大会出場 ※（9年連続・初のグットサウンド賞）
  - 岩手県特別支援教育研究大会会場（きこえの授業公開）
- 2006年（平成18年）
  - 二戸市よい歯の学校表彰 最優秀賞校受賞
  - 岩手県学校歯科保健優良校表彰 優秀校受賞
  - 全国健康教育推進学校表彰 優良校受賞
  - マーチングバンド岩手県大会グットサウンド賞（8年連続）
  - 第45回 全日本学校歯科保健優良校表彰
  - 最優秀賞 文部科学大臣賞受賞
  - マーチングバンド東北大会出場（10年連続）
- 2007年（平成19年）
  - 岩手県学校歯科保健優良校表彰 最優秀校受賞
  - 二戸市すこやか学校表彰 最優秀校受賞
- 2011年（平成23年） - 保健の部 文部科学大臣賞受賞

## 委員会
- 児童会 - 主な行事をすすめている。
- 体育委員会 - 体操を教えたり体育館の整理、ボールの空気入れをやっている。
- 放送委員会 - 朝放送し、昼はこんだてやこれなあになどを放送している。
- JRC委員会 - 花壇の整理や地下道の整理、赤十字に関すること、ベルマークや赤い羽根共同募金などいろいろ活動している。
- 保健委員会 - 平成23年度開始されたシャカブクタイムや、給食はこび、休み時間5分前放送などをしている。
- 図書委員会 - 本の貸し返しや、読書祭り、本の整理などやっている。

## 進学先中学校
同校の学区全域が二戸市立福岡中学校の学区となっていることもあり、卒業生はほぼ全員が福岡中学校へと進学する。

## 交通
- JR東北新幹線・IGRいわて銀河鉄道いわて銀河鉄道線二戸駅より約390m
- ジェイアールバス東北「石切所」バス停下車。徒歩2分

### 通学方法
登校は集団登校である。各地域に登校班が編成されており、学校へ登校する際は集団で移動する。また、その繋がりから子供会も同時に設置され、廃品回収や地域の祭り、行事に貢献している。